# Ancistrosporella
Ancistrosporella es un género de hongos liquenizados en la familia Roccellaceae.